# Serangan (Mlarak)
Serangan is een bestuurslaag in het regentschap Ponorogo van de provincie Oost-Java, Indonesië. Serangan telt 919 inwoners (volkstelling 2010).